# Cephalopholis miniata
Cephalopholis miniata es una especie de pez del género Cephalopholis, familia Serranidae. Fue descrita científicamente por Forsskål en 1775.
Se distribuye por el Indo-Pacífico: mar Rojo a Durban, Sudáfrica y hacia el este a las islas de la Línea; incluyendo la mayoría de las islas en los océanos Índico y Pacífico Occidental Central. La longitud total (TL) es de 50 centímetros. Habita en aguas claras de arrecifes de coral y se alimenta de peces y crustáceos. Puede alcanzar los 150 metros de profundidad.
Está clasificada como una especie marina inofensiva para el ser humano.